# Argyrosaurus
Argyrosaurus („stříbrný ještěr“) byl zástupcem titanosaurních sauropodů, rozšířené skupiny dinosaurů, kteří představují největší suchozemské obratlovce všech dob. Svůj rodový název získal Argyrosaurus podle Argentiny, která je občas nazývána „Stříbrnou zemí“ (řecky argyros znamená „stříbro“ a sauros „ještěr“). Spolu s příbuzným africkým rodem Paralititan spadal do společné čeledi Argyrosauridae.

## Popis

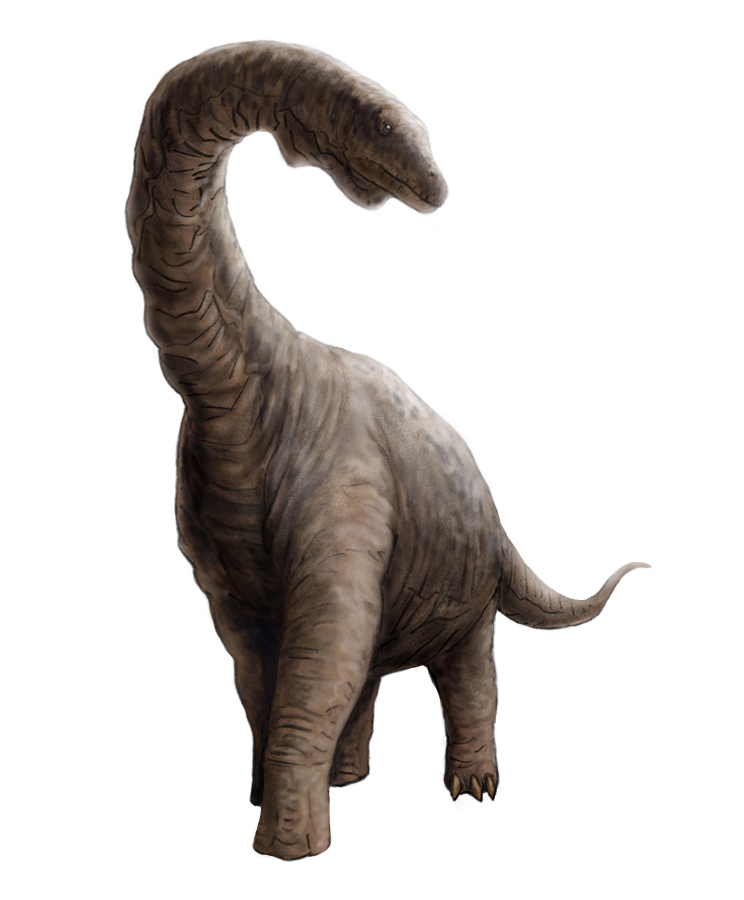
Argyrosaurus superbus - rekonstrukce.

Jednalo se o obrovského titanosaura, který žil v období svrchní křídy před přibližně 100 až 94 miliony let. S délkou kolem 28 metrů, výškou kolem 8 metrů a hmotností kolem 42 tun byl jedním z největších známých suchozemských živočichů všech dob. Některé odhady velikosti běžných exemplářů argyrosaura jsou však podstatně nižší - délka asi 17 metrů a hmotnost 12 tun.
Typový druh A. superbus byl popsán britským paleontologem Richardem Lydekkerem v roce 1893 na základě jediné obří kosti dolní končetiny. Fosilie byly objeveny v sedimentech geologického souvrství Lago Colhué Huapí.